# Danh sách đĩa nhạc của Miley Cyrus
Danh sách đĩa hát của Miley Cyrus bao gồm ba album phòng thu, ba album trực tiếp, một đĩa mở rộng, mười một đĩa đơn, mười bốn video âm nhạc và sáu album nhạc phim. Trước khi bắt đầu sự nghiệp âm nhạc của mình, Miley đã tham gia vào vai chính trong bộ phim Hannah Montana trên kênh truyền hình Disney, khởi chiếu từ tháng 3 năm 2006.. Qua đó, Miley đã phát hành nhiều album nhạc phim dưới tên của nhân vật trong chương trình. Sau khi nổi lên là một ngôi sao truyền hình, Miley đã ký hợp đồng với hãng đĩa Hollywood và bắt đầu sự nghiệp ca hát đơn với tên của chính mình.
Năm 2007, Miley phát hành album đôi Hannah Montana 2/Meet Miley Cyrus. Một album là nhạc phim cho mùa phát sóng thứ hai của Hannah Montana, album còn lại, Meet Miley Cyrus, chính là album phòng thu đầu tay của Miley. Album đạt được nhiều thành công khi đạt vị trí quán quân bảng xếp hạng Billboard 200 và được Hiệp hội Ngành công nghiệp thu âm Hoa Kỳ chứng nhận ba đĩa Bạch kim. Album đã cho phát hành hai đĩa đơn là See You Again, lọt vào top 10 Billboard Hot 100, và Start All Over. Năm 2008, album phòng thu thứ hai của Miley Breakout được phát hành và gặt hái được thành công khi vươn lên đứng đầu Billboard 200 và đưa tên tuổi của Miley đến với nhiều nước trên thế giới.
Năm 2009 là một năm rất thành công trong sự nghiệp âm nhạc của cô khi nhạc phim Hannah Montana: The Movie trở thành album thứ tư của cô vươn lên hạng nhất bảng xếp hạng khi chỉ mới 16 tuổi, nhờ đó cô trở thành người trẻ nhất trong lịch sử đạt được thành tích này. Album nhạc phim này đã phát hành đĩa đơn The Climb - đĩa đơn bán chạy thứ nhì trong sự nghiệp của Miley khi đạt hạng 4 Billboard Hot 100 và giúp cô "đá sân" sang thị trường nhạc đồng quê. Đĩa đơn này đã bán được hơn 3.1 trệu bản, là đĩa đơn đồng quê bán chạy thứ tư mọi thời đại. Bên cạnh đó, đĩa mở rộng The Time of Our Lives phát hành cùng năm đạt được vị trí á quân bảng xếp hạng album tuy chỉ bán duy nhất tại chuỗi cửa hàng Wal-Mart. Album cho ra đời đĩa đơn Party in the U.S.A., chính là đĩa đơn thành công nhất tới nay của Miley với doanh số hơn 4.5 triệu bản, đưa cô trở thành nghệ sĩ trẻ nhất trong lịch sử có doanh số đạt trên 4 triệu bản. Với thành tích này, đĩa đơn Party in the U.S.A. trở thành một trong 20 đĩa đơn nhạc số có doanh số cao nhất trong lịch sử. Với những thành công kể trên, Miley được Billboard xếp hạng 5 trong danh sách "Nghệ sĩ của năm". Năm 2010, với một hình tượng mới, doanh số của Miley đi xuống rõ rệt khi cả hai album Can't Be Tamed và album nhạc phim Hannah Montana Forever đều không đạt được nhiều thành công. Tại thời điểm tháng 4 năm 2010, Miley đã bán được 13.2 triệu album tại Hoa Kỳ  và gần 20 trệu album trên toàn thế giới vào tháng 6 năm 2010.

## Album

### Album phòng thu
| Meet Miley Cyrus[A]                                                                     | - Phát hành: 26 tháng 6 năm 2007 - Hãng đĩa: Hollywood - Dạng: CD, download nhạc số | 1 | 20 | 13 | —  | 3 | —  | —  | 8  | 6 | 8  | - Mỹ: 3× Bạch kim - Úc: Bạch kim - Anh: Vàng - Canada: 2× Bạch kim - New Zealand: Vàng                               |
| Breakout                                                                                | - Phát hành: 22 tháng 7 năm 2008 - Hãng đĩa: Hollywood - Dạng: CD, download nhạc số | 1 | 1  | 12 | 38 | 1 | 24 | 11 | 15 | 2 | 10 | - Mỹ: Bạch kim (1.603.000 bản) - Úc: Bạch kim - Anh: Bạch kim - Áo: Vàng - Ireland: Bạch kim - New Zealand: Bạch kim |
| Can't Be Tamed                                                                          | - Phát hành: 22 tháng 6 năm 2010 - Hãng đĩa: Hollywood - Dạng: CD, download nhạc số | 3 | 4  | 2  | 8  | 2 | 4  | 5  | 8  | 2 | 8  | - Mỹ: 346.000 bản - Úc: Vàng - Ireland: Vàng - New Zealand: Vàng                                                     |
| Bangerz                                                                                 | - Phát hành: 8 tháng 10 năm 2013 - Hãng đĩa: RCA - Dạng: CD, nhựa, download nhạc số | 1 | 1  | —  | 5  | 1 | 9  | —  | —  | 2 | 1  | |
| "—" cho biết album không được phát hành hoặc không xuất hiện trên bảng xếp hạng nước đó |                                                                                     |   |    |    |    |   |    |    |    |   |    | |

### Đĩa mở rộng
| The Time of Our Lives                                                                   | - Phát hành: 28 tháng 8 năm 2009 - Hãng đĩa: Hollywood - Dạng: CD, download nhạc số | 2 | 11 | 5 | 74 | 9 | 9 | 9 | 33 | 9 | 17 | - Mỹ: Bạch kim (1.452.000 bản) - Úc: Vàng - Anh: Vàng - Áo: Vàng - Ireland: Bạch kim - New Zealand: Vàng |
| "—" cho biết album không được phát hành hoặc không xuất hiện trên bảng xếp hạng nước đó |                                                                                     |   |    |   |    |   |   |   |    |   |    | |

### Album trực tiếp
| Best of Both Worlds Concert                                                             | - Phát hành: 11 tháng 3 năm 2008 - Hãng đĩa: Walt Disney, Hollywood - Dạng: CD, download nhạc số | 3 | 16 | 14 | 6 | 3 | 10 | 27 | 29 | - Úc: Vàng |
| FNMTV Live                                                                              | - Phát hành: 5 tháng 8 năm 2008 - Hãng đĩa: Hollywood - Dạng: download nhạc số                   | — | —  | —  | — | — | —  | —  | —  |            |
| iTunes Live from London                                                                 | - Phát hành: 12 tháng 3 năm 2009 - Hãng đĩa: Hollywood - Dạng: download nhạc số                  | — | —  | —  | — | — | —  | —  | —  |            |
| "—" cho biết album không được phát hành hoặc không xuất hiện trên bảng xếp hạng nước đó |                                                                                                  |   |    |    |   |   |    |    |    |            |

### Album remix
| Tựa đề                                 | Chi tiết album                                                                        | Thứ hạng cao nhất |
| Tựa đề                                 | Chi tiết album                                                                        | US                |
| -------------------------------------- | ------------------------------------------------------------------------------------- | ----------------- |
| Hannah Montana 2: Non-Stop Dance Party | - Phát hành: 29 tháng 1 năm 2008 - Hãng đĩa: Walt Disney - Dạng: CD, download nhạc số | 7                 |
| Hannah Montana: Hits Remixed           | - Phát hành: 19 tháng 8 năm 2008 - Hãng đĩa: Walt Disney - Dạng: CD, download nhạc số | 103               |

### Nhạc phim
| Hannah Montana[B]                                                                       | - Phát hành: 24 tháng 10 năm 2006 - Hãng đĩa: Walt Disney - Dạng: CD, download nhạc số | 1                    | 35                   | 14                   | —                    | 10                   | —                    | —                    | 11                   | 22                   | 7                    | - Mỹ: 3× Bạch kim - Anh: Bạc - Áo: Vàng - Canada: Vàng - New Zealand: Vàng              |
| Hannah Montana 2                                                                        | - Phát hành: 26 tháng 6 năm 2007 - Hãng đĩa: Walt Disney - Dạng: CD, download nhạc số  | Xem Meet Miley Cyrus | Xem Meet Miley Cyrus | Xem Meet Miley Cyrus | Xem Meet Miley Cyrus | Xem Meet Miley Cyrus | Xem Meet Miley Cyrus | Xem Meet Miley Cyrus | Xem Meet Miley Cyrus | Xem Meet Miley Cyrus | Xem Meet Miley Cyrus | Xem Meet Miley Cyrus                                                                    |
| Hannah Montana: The Movie[C]                                                            | - Phát hành: 23 tháng 3 năm 2009 - Hãng đĩa: Walt Disney - Dạng: CD, download nhạc số  | 1                    | 6                    | 1                    | 54                   | 1                    | 10                   | —                    | 2                    | 1                    | 3                    | - Mỹ: 2× Bạch kim - Úc: Bạch kim - Áo: Vàng - Ireland: Bạch kim - New Zealand: Bạch kim |
| Hannah Montana 3[D]                                                                     | - Phát hành: 2 tháng 7 năm 2009 - Hãng đĩa: Walt Disney - Dạng: CD, download nhạc số   | 2                    | 27                   | 4                    | —                    | 2                    | 13                   | —                    | 16                   | 16                   | 5                    | - Ireland: Vàng                                                                         |
| The Last Song                                                                           | - Phát hành: 23 tháng 3 năm 2010 - Hãng đĩa: Hollywood - Dạng: Download nhạc số        | 80                   | —                    | —                    | —                    | —                    | —                    | —                    | —                    | —                    | —                    |                                                                                         |
| Hannah Montana Forever                                                                  | - Phát hành: 15 tháng 10 năm 2010 - Hãng đĩa: Walt Disney - Dạng: CD, download nhạc số | 11                   | 66                   | 25                   | 90                   | —                    | —                    | 21                   | —                    | 32                   | 38                   | - Brazil: Vàng                                                                          |
| "—" cho biết album không được phát hành hoặc không xuất hiện trên bảng xếp hạng nước đó |                                                                                        |                      |                      |                      |                      |                      |                      |                      |                      |                      |                      |                                                                                         |

### Album tổng hợp
| Tựa đề                 | Chi tiết album                                                      | Ghi chú                                                                                       |
| ---------------------- | ------------------------------------------------------------------- | --------------------------------------------------------------------------------------------- |
| Best of Hannah Montana | - Phát hành: 8 tháng 8 năm 2011 - Hãng đĩa: Walt Disney - Dạng: CD, | - Album tổng hợp ở Anh với một số bài hát được chọn từ nhạc phim các phần của Hannah Montana. |

## Đĩa đơn

### Chính thức
| Meet Miley Cyrus                                                                                    |                         |   |    |    |    |    |    |    |    |    | |
| 2007                                                                                                | "Start All Over"        | — | 68 | 41 | 91 | —  | —  | —  | —  | 41 | — |
| Breakout                                                                                            |                         |   |    |    |    |    |    |    |    |    | |
| 2008                                                                                                | "See You Again"         | · | 10 | 6  | 4  | 52 | 13 | 11 | 11 | 4  | - Mỹ: 2.447.000 bản - Úc: Bạch kim - New Zealand: Bạch kim                                                |
| 2008                                                                                                | "7 Things"              | · | 9  | 10 | 13 | 17 | 26 | 24 | 25 | 8  | - Mỹ: 1.686.000 bản - Úc: Vàng - Anh: Bạc - New Zealand: Bạch kim                                         |
| 2008                                                                                                | "Fly on the Wall"       | — | 84 | 54 | 73 | 62 | 23 | —  | 16 | 16 | — |
| Hannah Montana: The Movie                                                                           |                         |   |    |    |    |    |    |    |    |    | |
| 2009                                                                                                | "The Climb"             | · | 4  | 5  | 5  | 41 | 11 | 12 | 11 | 4  | - Mỹ: 3x Bạch kim (3.650.000 bản) - Úc: Bạch kim - Anh: Bạc - Canada: 3x Bạch kim - New Zealand: Bạch kim |
| 2009                                                                                                | "Hoedown Throwdown"     | — | 18 | 20 | 15 | 66 | 10 | 40 | 18 | 26 | - Mỹ: 1.300.000 bản - Úc: Vàng                                                                            |
| The Time of Our Lives                                                                               |                         |   |    |    |    |    |    |    |    |    | |
| 2009                                                                                                | "Party in the USA       | · | 2  | 6  | 3  | —  | 5  | 3  | 11 | 2  | - Mỹ: 6x Bạch kim (5.260.000 bản) - Úc: 2x Bạch kim - Canada: 4x Bạch kim - New Zealand: Bạch kim         |
| 2010                                                                                                | "When I Look at You"    | — | 16 | 79 | 24 | —  | 42 | 11 | 79 | 16 | - Mỹ: 1.319.000 bản                                                                                       |
| Can't Be Tamed                                                                                      |                         |   |    |    |    |    |    |    |    |    | |
| 2010                                                                                                | "Can't Be Tamed"        | · | 8  | 13 | 6  | 29 | 5  | 8  | 13 | 5  | - Mỹ: 1.180.000 bản - Úc: Vàng                                                                            |
| 2010                                                                                                | "Who Owns My Heart" [E] | — | —  | —  | —  | 24 | —  | —  | —  | 24 | — |
| Bangerz                                                                                             |                         |   |    |    |    |    |    |    |    |    | |
| 2013                                                                                                | "We Can't Stop"         | · | 2  | 4  | 3  | 21 | 7  | 1  | 1  | 4  | - Mỹ: 2x Bạch kim - Anh: Bạc - Úc: 2x Bạch kim - New Zealand: Bạch kim - Đan Mạch: Vàng - Thụy Điển: Vàng |
| 2013                                                                                                | "Wrecking Ball"         | · | 1  | 2  | 1  | 16 | 2  | 2  | 1  | 2  | - Úc: Bạch kim - New Zealand: Vàng                                                                        |
| "—" cho biết đĩa đơn không được phát hành ở nước đó hoặc không xuất hiện trên bảng xếp hạng nước đó |                         |   |    |    |    |    |    |    |    |    | |

### Đĩa đơn hợp tác và đĩa đơn quảng bá
| 2007                                                                                                | "Ready, Set, Don't Go" (Billy Ray Cyrus và Miley Cyrus)                  | 37  | —  | 47 | —  | —  | —  | Home At Last                       | —                                  |
| 2009                                                                                                | "We Belong to the Music" (Timbaland hợp tác với Miley Cyrus)             | 111 | —  | 63 | —  | —  | —  | Timbaland Presents: Shock Value II | —                                  |
| 2009                                                                                                | "Before The Storm" (Jonas Brothers hợp tác với Miley Cyrus)              | —   | —  | 63 | —  | —  | —  | Lines, Vines and Trying Times      | —                                  |
| 2009                                                                                                | "Just Stand Up!" (với Artists Stand Up to Cancer)                        | 11  | 39 | 10 | 11 | 19 | 26 | Đĩa đơn lẻ                         | —                                  |
| 2009                                                                                                | "Send It On" (với Disney's Friends For Change)                           | 20  | —  | —  | —  | —  | —  | Đĩa đơn lẻ                         | —                                  |
| 2010                                                                                                | "Everybody Hurts" (Giúp đỡ Haiti)                                        | 121 | 28 | 59 | 1  | 17 | 1  | Đĩa đơn lẻ                         | —                                  |
| 2010                                                                                                | "We Are the World 25 for Haiti" (Artists for Haiti)                      | 2   | 18 | 8  | 9  | 8  | 50 | Đĩa đơn lẻ                         | —                                  |
| 2010                                                                                                | "Nothing to Lose' (Bret Michaels hợp tác với Miley Cyrus)                | —   | —  | —  | —  | —  | —  | Custom Built                       | —                                  |
| 2012                                                                                                | "You're Gonna Make Me Lonesome When You Go"                              | —   | —  | —  | —  | —  | —  | Chimes of Freedom                  | —                                  |
| 2012                                                                                                | "Decisions" (Borgore hợp tác với Miley Cyrus)                            | —   | —  | —  | —  | —  | —  | Decisions EP                       | —                                  |
| 2013                                                                                                | "Ashtrays and Heartbreaks" (Snoop Lion hợp tác với Miley Cyrus)          | —   | —  | —  | —  | —  | —  | Reincarnated                       | —                                  |
| 2013                                                                                                | "Fall Down" (will.i.am hợp tác với Miley Cyrus)                          | 58  | 14 | 15 | 17 | 15 | 34 | #willpower                         | - Úc: Bạch kim - New Zealand: Vàng |
| 2013                                                                                                | "23" (Mike Will Made It hợp tác với Miley Cyrus, Wiz Khalifa và Juicy J) | —   | —  | —  | —  | —  | —  | TBA                                | —                                  |
| 2013                                                                                                | "Twerk" (Lil' Twist hợp tác với Justin Bieber và Miley Cyrus)            | —   | —  | —  | —  | —  | —  | Bad Decisions                      | —                                  |
| "—" cho biết đĩa đơn không được phát hành ở nước đó hoặc không xuất hiện trên bảng xếp hạng nước đó |                                                                          |     |    |    |    |    |    |                                    |                                    |

### Các bài hát khác được lên bảng xếp hạng
| 2007                                                                                      | "G.N.O. (Girls' Night Out)"                | 91  | —  | —  | —  | —  | —  | Meet Miley Cyrus          |
| 2007                                                                                      | "I Miss You"                               | 109 | —  | —  | —  | —  | —  | Meet Miley Cyrus          |
| 2008                                                                                      | "Breakout"                                 | 56  | 94 | 45 | —  | —  | —  | Breakout                  |
| 2008                                                                                      | "Girls' Just Wanna Have Fun"               | 113 | —  | 92 | —  | —  | —  | Breakout                  |
| 2008                                                                                      | "Goodbye"                                  | 124 | —  | —  | —  | —  | —  | Breakout                  |
| 2009                                                                                      | "Butterfly Fly Away" (với Billy Ray Cyrus) | 56  | 56 | 50 | 46 | —  | 78 | Hannah Montana: The Movie |
| 2009                                                                                      | "Hoedown Throwdown"                        | 18  | 20 | 15 | 10 | 40 | 18 | Hannah Montana: The Movie |
| 2009                                                                                      | "The Time of Our Lives                     | 123 | —  | 51 | —  | —  | —  | The Time of Our Lives     |
| 2010                                                                                      | "I Hope You Find It"                       | 105 | —  | —  | —  | —  | —  | Nhạc phim The Last Song   |
| 2010                                                                                      | "Stay"                                     | 75  | —  | 61 | —  | —  | —  | Can't Be Tamed            |
| 2010                                                                                      | "Liberty Walk"                             | 103 | —  | 79 | —  | —  | —  | Can't Be Tamed            |
| "—" cho biết đĩa đơn không được phát hành hoặc không xuất hiện trên bảng xếp hạng nước đó |                                            |     |    |    |    |    |    |                           |

## Video âm nhạc
| Tựa đề                                      | Năm  | Đạo diễn         |
| ------------------------------------------- | ---- | ---------------- |
| "Start All Over"                            | 2007 | Marc Webb        |
| "7 Things"                                  | 2008 | Brett Ratner     |
| "Fly on the Wall"                           | 2008 | Philip Andelman  |
| "I Thought I Lost You"                      | 2008 |                  |
| "The Climb"                                 | 2009 | Matthew Rolston  |
| "Send It On"                                | 2009 |                  |
| "Party in the U.S.A."                       | 2009 | Chris Applebaum  |
| "We Are the World 25 For Haiti"             | 2010 | Paul Haggis      |
| "When I Look at You"                        | 2010 | Adam Shankman    |
| "Everybody Hurts"                           | 2010 | Joseph Kahn      |
| "Can't Be Tamed"                            | 2010 | Robert Hales     |
| "Who Owns My Heart"                         | 2010 | Robert Hales     |
| "The Big Bang"                              | 2010 |                  |
| "You're Gonna Make Me Lonesome When You Go" | 2012 |                  |
| "We Can't Stop"                             | 2013 | Diane Martel     |
| "Wrecking Ball"                             | 2013 | Terry Richardson |